# Renault Type L e Type M
La Type L e la Type M sono due autovetture prodotte nel 1903 dalla Casa automobilistica francese Renault.

## Profilo
Erano due autovetture prodotte nel solo 1903 come evoluzioni della Type G. Il motore era un monocilindrico De Dion da 940 cm³ in grado di erogare 8 CV di potenza massima. Furono gli ultimi modelli a montare un motore De Dion.
La carrozzeria era piuttosto grande come dimensioni, specie in altezza, alcune versioni arrivavano a 2.20 metri. Le Type L e Type M erano di fatto due vetture di fascia media, votate al comfort di marcia.